# 岩崎由紀子
岩崎 由紀子（いわさき ゆきこ）は、日本の声楽家（ソプラノ）、オペラ歌手、音楽教育者。

## 経歴
5人姉妹の4番目の子どもとして神奈川県平塚市に生まれる。幼少期には、蓄音機と2人の姉が歌う童謡や唱歌に親しんだ。また、第二次世界大戦後の物資の乏しい時代には、紙で作った鍵盤で練習をした。神奈川県立平塚江南高等学校で合唱部の顧問に声を褒められ、国立音楽大学声楽科に入学してソプラノを専攻し、二期会研究生になった。26歳で結婚し、子どもを出産した際は「マイペースで子育てをして、合間に勉強しよう」と考えていたが、かつての仲間が次々とコンクールに入賞してプロの道を歩き始めたのを見て勉強に本腰を入れ、1974年の日本音楽コンクールの声楽部門で2位を受賞、1975年には文化放送音楽賞を受賞した。また、1984年には第12回ジロー・オペラ賞を受賞した。
1990年11月30日には、平塚市が数年前から始めた「文化振興講演会」事業の一環として企画された「平塚の音楽文化を考える」というシンポジウムにパネリストとして参加し、「かつての平塚は、決して音楽の後進地ではなかった。しかし、周辺の市が振興に力を入れ始めるに従い、遅れが目立ち出した」「地元で発表会をしたくても、思うように会場が確保できない」「会場不足は、さまざまな市の施設のホールにピアノを１台ずつ置くことで、しのげると思う」といった意見を述べた。これをきっかけに、互いの勉強や地域の音楽文化向上活動などの核になる組織を作る機運が盛り上がり、1991年4月、同市に関連した声楽家や器楽演奏家ら約50人の音楽家で平塚音楽家協会が結成され、岩崎はその代表となった。翌年1月15日に同市の中央公民館で第1回記念演奏会が開催された。
2012年には、平塚市市制施行80周年記念事業の一環で、タレントの山瀬まみとともに「ひらつか観光大使」に任命された。

## 主なコンサート出演

### オペラ
- 1988年10月、藤沢市と藤沢市民会館友の会が主催する藤沢市民オペラの第11回公演、ヴェルディ作曲『椿姫』に参加した。指揮福永陽一郎、藤沢市民交響楽団、同合唱団という布陣であった[16]。歌手陣は4組の交代制で、瑠璃佐ヨ子と錦織健、白石敬子と藤原章雄、岩崎由紀子と長谷川敏、窪田江美子と高丈二が務めた。また、藤沢市には関係がないが、ベテランの鈴木敬介が参加した[16]。
- 1990年10月13日から21日にかけて、「市制50周年の記念特別企画」として藤沢市民会館で4回にわたり行われた、藤沢市民オペラによるグノー作曲のオペラ『ファウスト』公演に出演[17]。日本におけるオペラ『ファウスト』上演は、上野の東京文化会館の上演以来12年ぶりであった[17]。「市民音楽団体と、プロの音楽家を融合合体して本物のオペラを」という藤沢市民オペラの理念のもと、音楽総監督畑中良輔（東京藝術大学名誉教授）、指揮北村協一、藤沢市民交響楽団という布陣が敷かれた[17]。
- 1993年11月、藤沢市民オペラ創立20周年記念公演である『蝶々夫人』にて、片岡啓子、白石敬子とともにタイトルロールを務めた[18]。総監督畑中良輔、音楽監督北村協一、演出栗山昌良、装置鈴木俊朗、指揮若杉弘という布陣であった[18]。「市民オペラの活動が盛んになっているとはいえ、このような大作を上演するのは極めて異例だ」「とにかく力が入っている」と報じられた[18]。
- 1994年10月15日、「平塚でいつか本格的なオペラを」という熱意のもと、ビルのリニューアルオープンを記念して平塚ステーションビル・ラスカが主催した『蝶々夫人』公演にて、タイトルロールを務めた[1][19][20]。音楽仲間たちが友情出演し、平塚市の支援も受けた[19]。
- 2008年に平塚音楽協会がビゼー作曲のオペラ『カルメン』を上演した際には総監督を務めた[2][21]。

### その他の演奏会
- 1989年5月4日、恩師の元県立平塚江南高教諭の臼木とし子を招いた合同コンサートに出演した[22]。臼木は1963年に教員を辞めたのちオペラを学ぶためにイタリアへ留学し、帰国後は平塚市高村の自宅で声楽の個人レッスンをしたり、コーラス指導をしたりしていた[22]。
- 1992年、神奈川フィルハーモニー管弦楽団によるベートーヴェン作曲『交響曲第9番』の公演でソプラノソロを務めた[1]。
- 1993年、アメリカのカーネギーホールで公演を行い、プッチーニ作曲のオペラ『蝶々夫人』のアリアや、『鐘が鳴ります』『中国地方の子守歌』などを歌った[1]。
- 1995年3月、藤沢市民オペラの常連ソリストたちと、阪神大震災の被災者救援のために藤沢市民会館で行われた「チャリティー・オペラコンサート」に手弁当で無料出演した[23]。主催は歌手の白石隆夫・敬子夫妻で、収益金はすべて市を通じて被災者に贈られた[23]。
- 1996年8月7日、日韓ワールドカップ共催決定後初の日韓戦として平塚市で行われた「第2回アジアスーパーカップ（一和 天馬（イルファ チョンマ）対 ベルマーレ平塚戦）」において、日本の国歌を歌った[24]。なお、韓国国歌は岩崎と同じく毎日新聞カルチャーシティの講師として歌曲の講座を持っていた金貞玲が歌った[24][25]。
- 1997年12月14日、横浜みなとみらいホール小ホールの開館記念の市民招待コンサートに、横浜シティオペラの歌手らと出演した[26]。
- 1999年11月24日、青の会が主催した「プーランク歌曲の夕べ」に歌手の末吉利行、河瀬柳史、ピアニストの花岡千春とともに出演した[27]。
- 2000年1月30日、前年4月に結成された平塚市文化財団を記念して、平塚ステーションビル・ラスカと平塚市および平塚市文化財団が共催した「新春ラスカ・ニューイヤーコンサート」に出演し、團伊玖磨のオペラ『夕鶴』のアリア「私の大事な与ひょう」を作曲者自身の指揮、ラスカ祝祭管弦楽団の演奏で披露した[28]。

## 役職など
- 元国立音楽大学教授[29]
- 平塚市まちづくり財団理事[30]
- 二期会会員[31]
- 新文化センターを考える会会長 - 市民センターの老朽化に伴い建設される新文化センターについて、平塚市は2017年2月「見附台周辺地区土地利用計画」で大ホールの規模を約1000席にする方針を示したが、岩崎らは茅ヶ崎市や藤沢市などの周辺地域の施設規模と差別化できないことや、著名アーティストの集客規模に対応できないことを理由に、1400を超える席数が必要と主張し[32]、2018年1月に平塚市に要望書を提出した[33]。

## ディスコグラフィ
- 『心に残る日本の歌～津軽のふるさと～』（CD)[34]
- 『岩崎由紀子(S)さくら横町-recital』(CD)[35]